# Carbonífero
| Era Eratema | Período Sistema | Período Sistema | Inicio (millones años) |
| ----------- | --------------- | --------------- | ---------------------- |
| Paleozoico  | Pérmico         | Pérmico         | 298,9±0,15             |
| Paleozoico  | Carbonífero     | Pensilvánico    | 323,4±0,4              |
| Paleozoico  | Carbonífero     | Misisípico      | 358,86±0,19            |
| Paleozoico  | Devónico        | Devónico        | 419,62±1,36            |
| Paleozoico  | Silúrico        | Silúrico        | 443,1±0,9              |
| Paleozoico  | Ordovícico      | Ordovícico      | 486,8±1,5              |
| Paleozoico  | Cámbrico        | Cámbrico        | 538,8±0,6              |

El Carbonífero es el quinto sistema y período del Paleozoico en la escala temporal geológica. Sucede al Devónico y precede al Pérmico. Duró unos 60 millones de años, comenzando hace unos 359 millones de años y acabando hace unos 299 millones de años. El nombre carbonífero significa «portador de carbón» y deriva de las palabras latinas carbō ('carbón') y ferō ('lleva', 'porta'), y fue acuñado por los geólogos William Conybeare y William Phillips en 1822, basándose en un estudio de las rocas británicas, y refleja el hecho de que muchas capas de carbón se formaron a nivel mundial durante ese tiempo.
En Estados Unidos subdividen el Carbonífero en Pensilvánico y Misisípico, subdivisiones que fueron adoptadas por la Comisión Internacional de Estratigrafía formalmente como subsistemas y subperiodos del Carbonífero en la escala cronoestratigráfica internacional. En Europa existen dos subdivisiones, la europea occidental y la rusa, siendo ambas de difícil correlación entre ellas con la estadounidense.
Se caracteriza porque grandes extensiones de bosques quedaron sucesivamente sepultadas, en lo que se conoce como colapso de la selva tropical del Carbonífero, dando origen a estratos de carbón. Mientras continúan extinguiéndose los peces primitivos, se expanden los cartilaginosos y óseos. Los anfibios invaden la tierra firme y comienzan su desarrollo los reptiles, que durante el período Jurásico tendrán su clímax. En el Carbonífero Superior abundan los insectos, algunos muy grandes, como las "libélulas" de casi sesenta centímetros con alas extendidas, y árboles de hasta 40 m, como el Lepidodendron. Esto se explica por la alta concentración de oxígeno en la atmósfera, que según estimaciones llegó a alcanzar el 35 % (actualmente es del 21 %).
El Carbonífero es una época de la historia de la Tierra muy activa desde el punto de vista tectónico. Durante este periodo se produce la orogenia hercinica o varisca que da lugar a la formación del megacontinente Pangea.
Climáticamente terminó con una glaciación, durante la cual los glaciares se extienden por todo el centro y sur de Pangea.

## Subdivisiones del Carbonífero
| Era Eratema | Periodo Sistema | Periodo Sistema                | Época Serie       | Edad Piso                    | Inicio, en millones de años |
| ----------- | --------------- | ------------------------------ | ----------------- | ---------------------------- | --------------------------- |
| Paleozoico  | Pérmico         | Pérmico                        | Pérmico           | Pérmico                      | 298,9±0,15                  |
| Paleozoico  | Carbo- nífero   | Pensil- vánico Pensil- vaniano | Superior/Tardío   | Gzheliense Gzheliano         | 303,7±0,1                   |
| Paleozoico  | Carbo- nífero   | Pensil- vánico Pensil- vaniano | Superior/Tardío   | Kasimoviense Kasimoviano     | 307,0 ±0,1                  |
| Paleozoico  | Carbo- nífero   | Pensil- vánico Pensil- vaniano | Medio             | Moscoviense Moscoviano       | 315,2±0,2                   |
| Paleozoico  | Carbo- nífero   | Pensil- vánico Pensil- vaniano | Inferior/Temprano | Bashkiriense Bashkiriano     | 323,4±0,4                   |
| Paleozoico  | Carbo- nífero   | Misisípico Misisi- piano       | Superior/Tardío   | Serpukhoviense Serpukhoviano | 330,3±0,4                   |
| Paleozoico  | Carbo- nífero   | Misisípico Misisi- piano       | Medio             | Viseense Viseano             | 346,7±0,4                   |
| Paleozoico  | Carbo- nífero   | Misisípico Misisi- piano       | Inferior/Temprano | Tournaisiense Tournaisiano   | 358,86±0,19                 |
| Paleozoico  | Devónico        | Devónico                       | Devónico          | Devónico                     | 419,62±1,36                 |
| Paleozoico  | Silúrico        | Silúrico                       | Silúrico          | Silúrico                     | 443,1±0,9                   |
| Paleozoico  | Ordovícico      | Ordovícico                     | Ordovícico        | Ordovícico                   | 486,8 ±1,5                  |
| Paleozoico  | Cámbrico        | Cámbrico                       | Cámbrico          | Cámbrico                     | 538,8±0,6                   |

La Comisión Internacional de Estratigrafía (ICS, por sus siglas en inglés) reconoce dos subperíodos, seis épocas/series y siete edades/pisos en el Carbonífero, distribuidos en orden de los más recientes a los más antiguos como sigue:
Pensilvánico: Los insectos alados se diversifican repentinamente, algunos (protodonatos y palaeodictiópteros) de gran talla. Los anfibios son abundantes y diversificados. Primeros reptiles y bosques (árbol de escamas, helechos, Sigillaria, colas de caballo gigantes, Cordaites, etc.). Nivel de oxígeno más elevado que nunca. En los mares abundan goniatites, braquiópodos, briozoos, bivalvos y corales. Los foraminíferos testados proliferan.
Misisípico: Grandes árboles primitivos, primeros vertebrados terrestres, y escorpiones marinos anfibios viven en los estuarios costeros. Rhizodontos de aletas lobuladas son los grandes depredadores de agua dulce. En los océanos, los primeros tiburones son comunes y muy diversos; equinodermos (crinoides y blastozoos) abundantes. Corales, briozoos, goniatites y braquiópodos (prodúctidos, espiriféridos, etc.) muy comunes. En cambio, trilobites y nautiloideos declinan. Glaciación sobre el este de Gondwana.
En Europa la división tradicionalmente empleada es distinta, siendo las equivalencias entre las europeas y las anteriormente indicadas (ICS) las siguientes:
| Período Sistema | Época Serie (Noroeste de Europa) | Edad Piso (Noroeste de Europa) | Duración, en millones de años | Época Serie (ICS) | Edad Piso (ICS) | Duración, en millones de años |
| --------------- | -------------------------------- | ------------------------------ | ----------------------------- | ----------------- | --------------- | ----------------------------- |
| Pérmico         | Pérmico                          | Pérmico                        | Pérmico                       | Pérmico           | Pérmico         | posterior                     |
| Carbonífero     | Silesiense                       | Estefaniense                   | 299-306,5                     | Pensilvánico      | Gzheliense      | 299–303,9                     |
| Carbonífero     | Silesiense                       | Estefaniense                   | 299-306,5                     | Pensilvánico      | Kasimoviense    | 303,9–306,5                   |
| Carbonífero     | Silesiense                       | Westfaliense                   | 306,5-315                     | Pensilvánico      | Moscoviense     | 306,5–311,7                   |
| Carbonífero     | Silesiense                       | Westfaliense                   | 306,5-315                     | Pensilvánico      | Bashkiriense    | 311,7–318,1                   |
| Carbonífero     | Silesiense                       | Namuriense                     | 315-326,4                     | Pensilvánico      | Bashkiriense    | 311,7–318,1                   |
| Carbonífero     | Silesiense                       | Namuriense                     | 315-326,4                     | Misisípico        | Serpukhoviense  | 318,1–326,4                   |
| Carbonífero     | Dinantiense                      | Viseense                       | 326,4–345,3                   | Misisípico        | Viseense        | 326,4–345,3                   |
| Carbonífero     | Dinantiense                      | Tournaisiense                  | 345,3–359,2                   | Misisípico        | Tournaisiense   | 345,3–359,2                   |
| Devónico        | Devónico                         | Devónico                       | Devónico                      | Devónico          | Devónico        | anterior                      |

## Paleogeografía

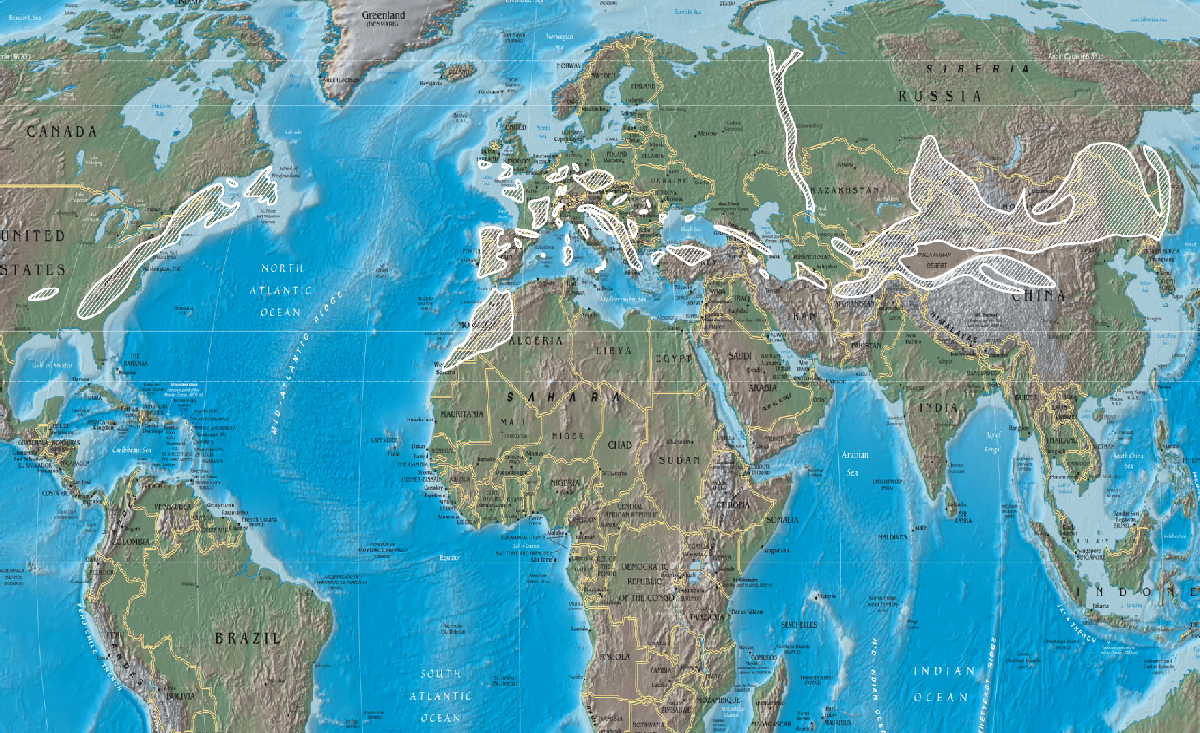
Distribución de las orogenias varisca y alegenia.

A principios del Carbonífero, se invirtió la caída global del nivel del mar que ocurrió al final del Devónico, y este subió, creando mares epicontinentales generalizados. Hubo también un descenso en las temperaturas polares en el sur, de hecho, el sur de Gondwana fue glaciar durante todo el período. Pero estas condiciones aparentemente tuvieron poco efecto en los trópicos, donde florecían exuberantes bosques en los pantanos a pocos grados al norte de los glaciares del polo sur.
Gran parte de Europa y Norteamérica se encontraba situada en el ecuador, como atestiguan depósitos calizos de gran espesor. Las rocas carboníferas en Europa y América del Norte consisten en una sucesión de caliza, arenisca, pizarras y depósitos de carbón, conocida como "ciclotemas" en Estados Unidos y "medidas de carbón" en Inglaterra. Podemos dividir los eventos paleogeográficos en dos:
- Límite Carbonífero Inferior-Medio: Existen dos acontecimientos importantes:

1. Bajada global en el nivel del mar a causa de la expansión de los glaciares de Gondwana provocando una importante regresión y un enfriamiento del clima. Esto creó extensos mares epicontinentales y depósitos de carbonato del Misisípico. La bajada de las temperaturas en el polo sur condujo a la formación de glaciares en la parte meridional de Gondwana, aunque no se sabe si las láminas de hielo comenzaron en el Devónico o no.
2. Extinción masiva de la vida oceánica, que afectó a crinoideos y ammonoideos con pérdidas del 40 y 80% de sus géneros, respectivamente.

- Carbonífero Superior: Durante el Carbonífero Gondwana contacta con el «continente de las areniscas rojas antiguas» (Euramérica) dando las fases más importantes de la orogenia varisca. Los importantes gradientes latitudinales de temperatura se incrementaron en el Carbonífero superior. Los yacimientos de carbón de Europa y Norteamérica se caracterizaban por la flora de Lepidodendron y Sigillaria y no aparecían elementos típicos de Gondwana. Los de Gondwana incluían la flora Glossopteris y elementos de las floras europeas. Siberia, que se encontraba cerca del otro polo también tenía una flora distintiva adaptada a condiciones frías. La presencia de anillos de crecimiento bien marcados en las floras fósiles de Gondwana y Siberia indican condiciones frías. Estos anillos están ausentes en Europa y Norteamérica. Al final del Carbonífero superior los climas tropicales cambiaron significativamente. Licopodiofitos y esfenófitos declinaron, y los helechos con semilla adquirieron un papel más importante, lo que parece indicar unas condiciones climáticas más secas. Los carbones continuaron formándose pero los licopodiofitos ya no fueron más los contribuyentes primarios.

El Carbonífero fue un tiempo de formación activa de montañas debida al ensamblado del supercontinente Pangea. Los continentes del sur permanecieron unidos en el supercontinente Gondwana, que colisionó con Euramérica (Europa más Norteamérica) a lo largo de la línea del actual este de Norteamérica. Esta colisión continental dio lugar a la Orogenia Hercínica en Europa y la Orogenia Alegeniana en Norteamérica, además extendió los recién formados Apalaches hacia el sur como las Montañas Ouachita. Al mismo tiempo, gran parte de la actual zona oriental de la placa de Eurasia se unió a Europa a lo largo de la línea de los Urales. La mayor parte del supercontinente Pangea de la Era Mesozoica se reunió ahora, aunque China del Norte (que chocó a finales del Carbonífero) y China del Sur estaban todavía separados de Laurasia. En el Carbonífero Superior, Pangea adquiere la forma de una "O".
Hubo dos grandes océanos en el Carbonífero, Panthalassa, el océano global, y Paleo-Tetis, que estaba dentro de la "O" de Pangea durante el Carbonífero. Otros océanos menores fueron disminuyendo en extensión, y en última instancia, desaparecieron. El Océano Rheico fue cerrado por la unión de América del Sur y del Norte, el pequeño y superficial Océano Ural fue cerrado por la colisión de los continentes Báltica y Siberia, creando la cordillera de los Urales, y el Océano Proto-Tetis, cerrado por la colisión de China del Norte con Siberia.

## Clima

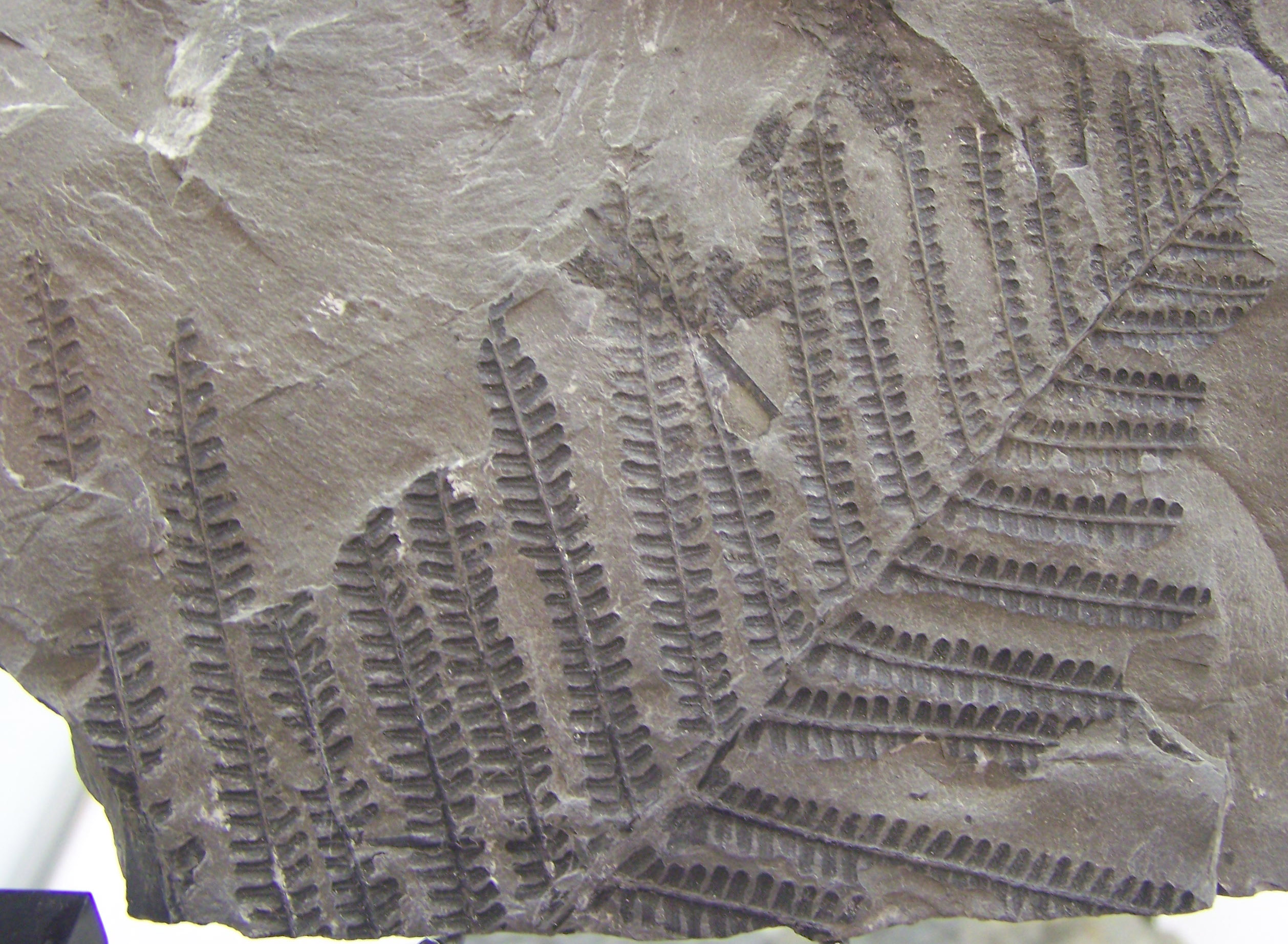
Pecopteris arborescens, un helecho del Carbonífero.

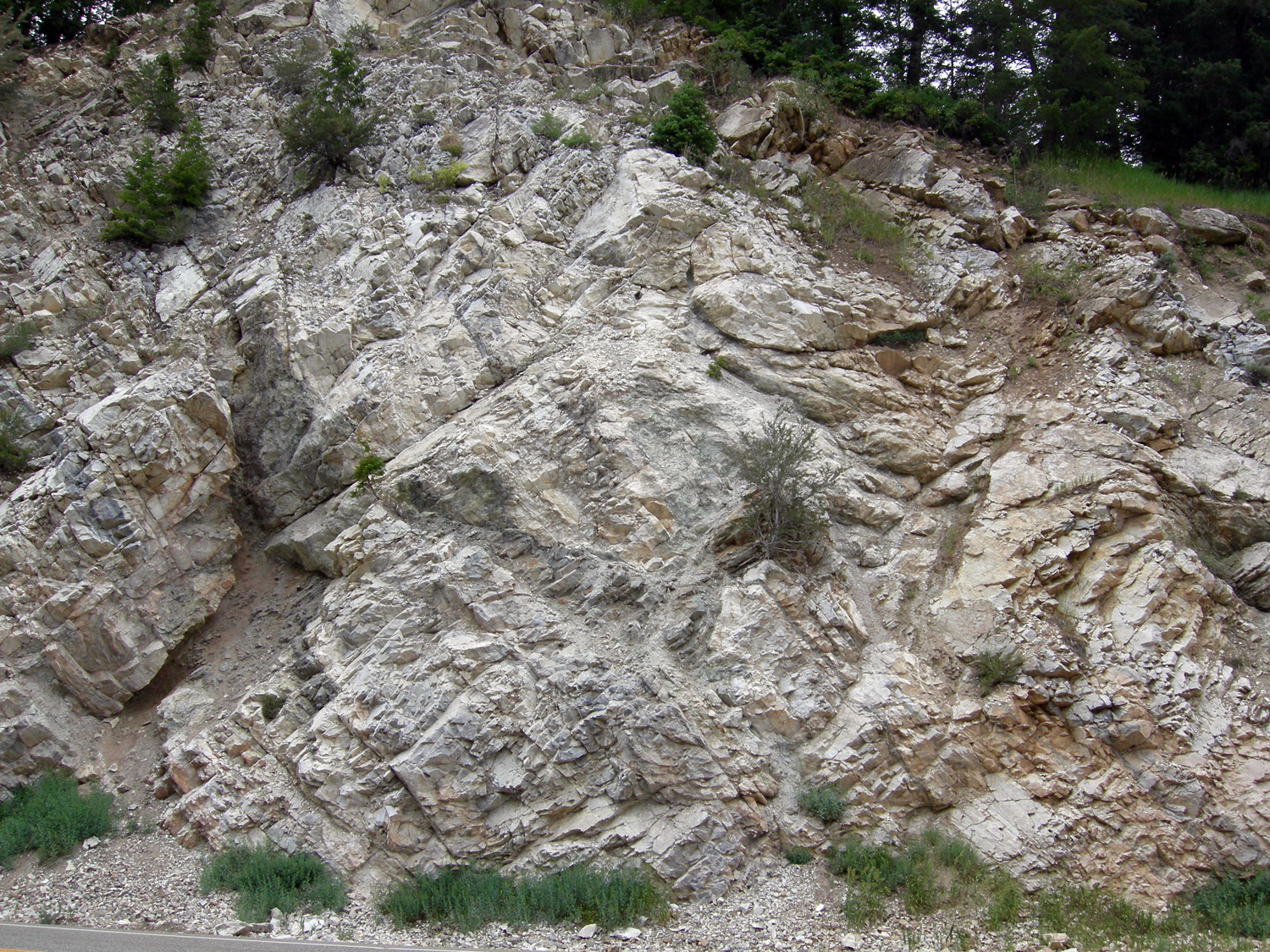
Mármol del Misisípico.

La primera parte del Carbonífero fue en su mayor parte cálido y húmedo y esto favoreció al crecimiento de selvas, mientras que en la última parte del período el clima se enfría. Se produjeron glaciaciones en Gondwana, provocadas por el desplazamiento de este supercontinente hacia el sur, que continuarán durante el Pérmico. Debido a la falta de marcadores claros, los depósitos de este período glacial son a menudo denominados Pérmico-Carboníferos.

## Paleobiología
La vida marina es similar al Devónico, a excepción de la ausencia de varios grupos de organismos oceánicos que murieron en la extinción en masa devónica. Los insectos evolucionan a su aspecto moderno. Aparecen nuevos tipos de helechos arbóreos, que colonizaron los pantanos que fueron disminuyendo progresivamente y reemplazados por helechos con semillas (como el caso de Glossopteris). Destacan los bosques de Calamites, Lepidodendron y Sigillaria. Ocurre una gran expansión de anfibios que dominaron los hábitats terrestres y fueron reemplazados consecutivamente por los reptiles adaptados totalmente al medio terrestre, como el caso de Hylonomus. 

### Paleozoología marina
Durante el Carbonífero inferior las algas calcáreas tuvieron un papel dominante en la formación de arrecifes barrera de carbonato cálcico a lo largo de la costa. Los ocupantes de los arrecifes eran corales tabulados y rugosos. Aparecen braquiópodos gigantes (prodúctidos) que experimentaron un gran éxito con multitud de adaptaciones (espinas anclaje o formas cónicas unidas entre sí formando sólidos armazones), y constituían la base sobre la que se asentaban los corales. Asteridae, Echinoidea, gasterópodos, bivalvos y foraminíferos constituían el bentos móvil. Briozoos, crinoideos y braquiópodos epibentónicos fijos y suspensívoros experimentaron una gran radiación. Los crinoideos formaron amplias praderas que prosperaban en las áreas de aguas tranquilas de lagunas dando lugar, tras su muerte, a importantes acumulaciones calcáreas. Las colonias de briozoos fenestélidos, junto con algas calcáreas, contribuyeron a la formación de arrecifes. Los fusulínidos son un grupo de grandes foraminíferos que aparecen en los mares someros del Carbonífero inferior, experimentando una gran radiación adaptativa durante el Carbonífero superior y Pérmico. Aunque sean organismos unicelulares con conchas, algunas especies excedían los 10 milímetros; son importantes fósiles-guía. Ciertos grupos de animales (crinoideos y foraminíferos fundamentalmente) contribuyeron con una cantidad inmensa de despojos esqueléticos a la formación de calizas (calizas de montaña). Otros grupos importantes de la época fueron los ammonoideos y los condrictios (tiburones y sus parientes). Muchos peces habitaron los mares carboníferos.

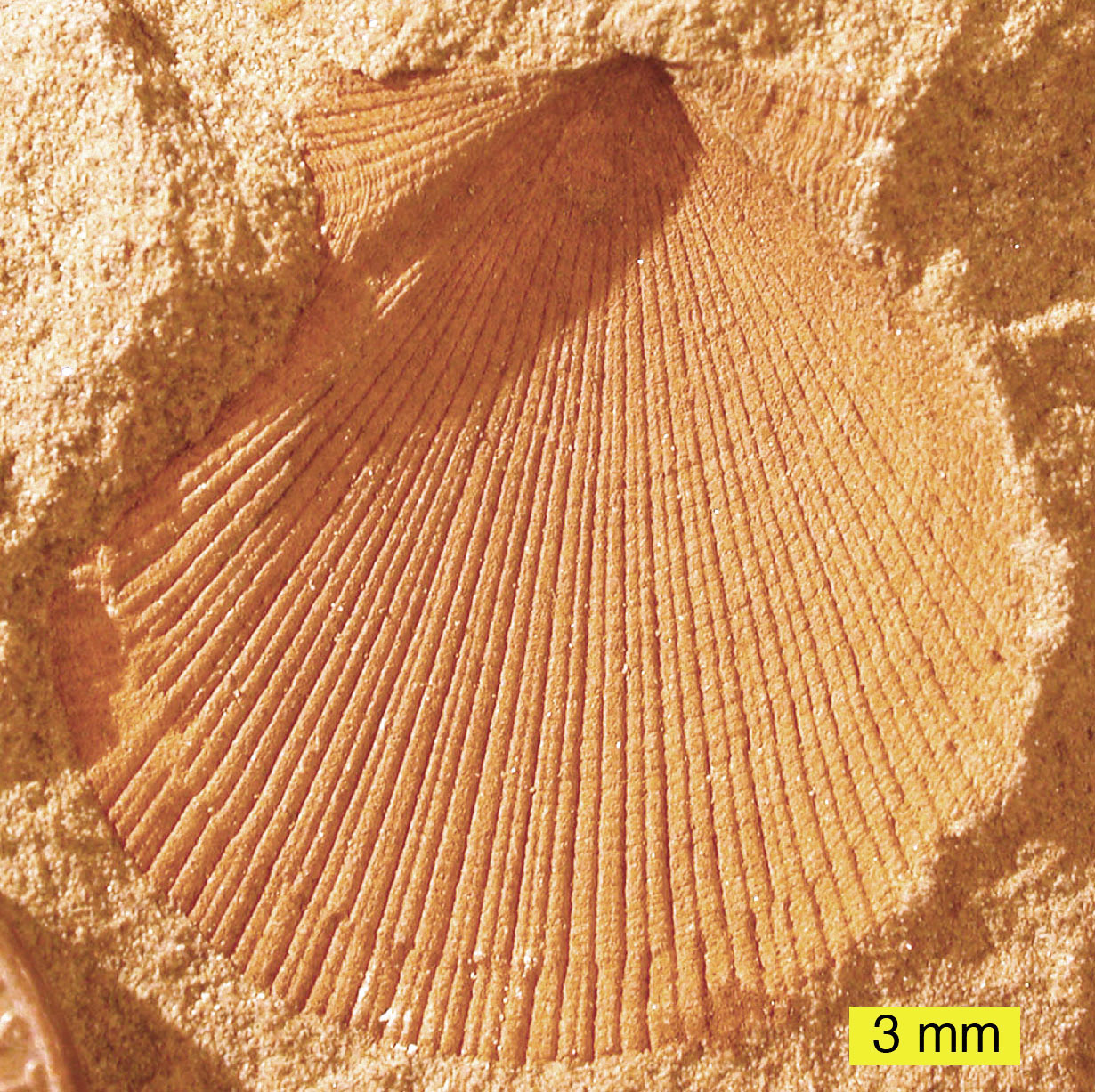
Aviculopecten (Bivalvo)
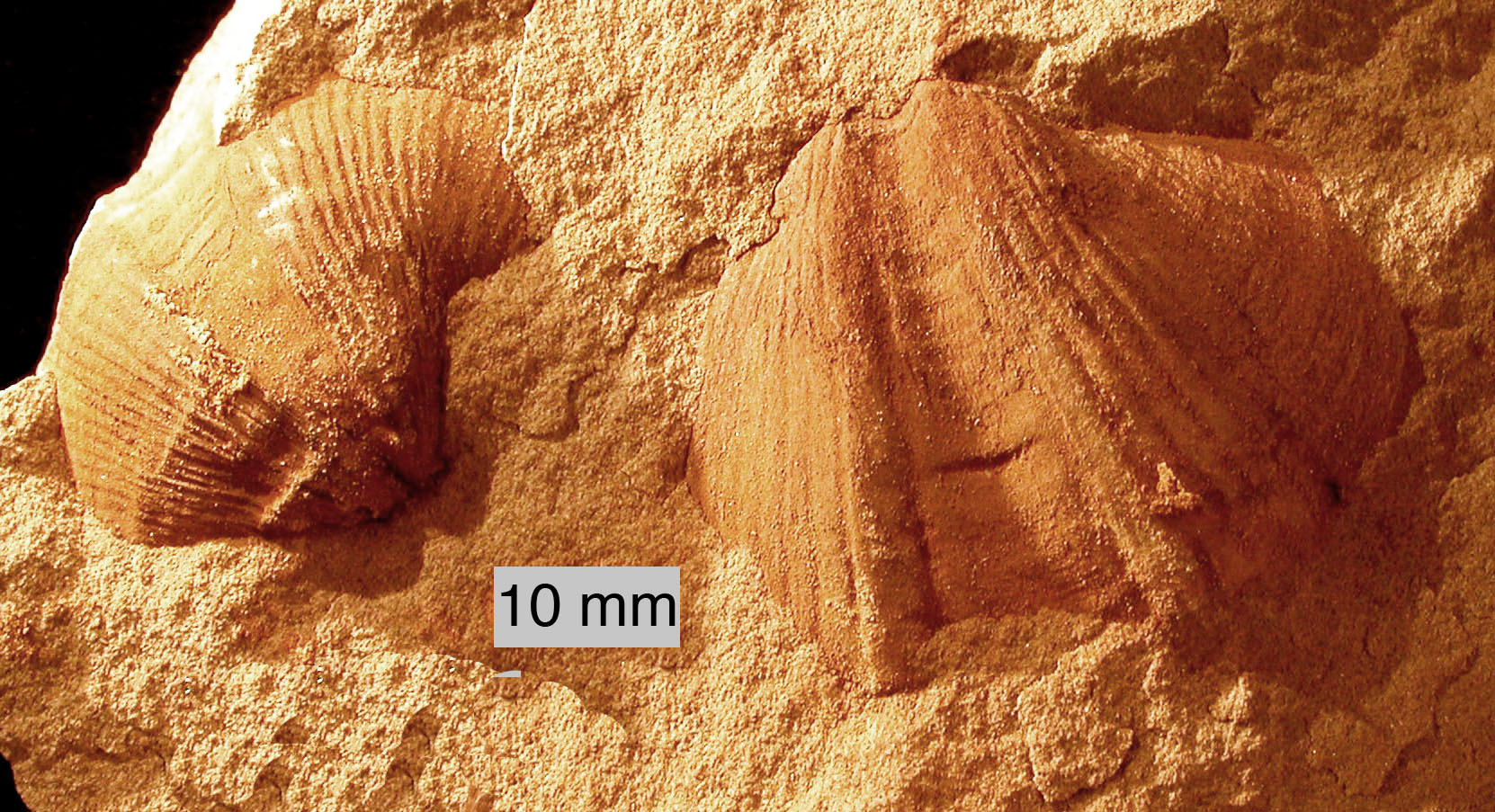
Syringothyris (Braquiópodo)
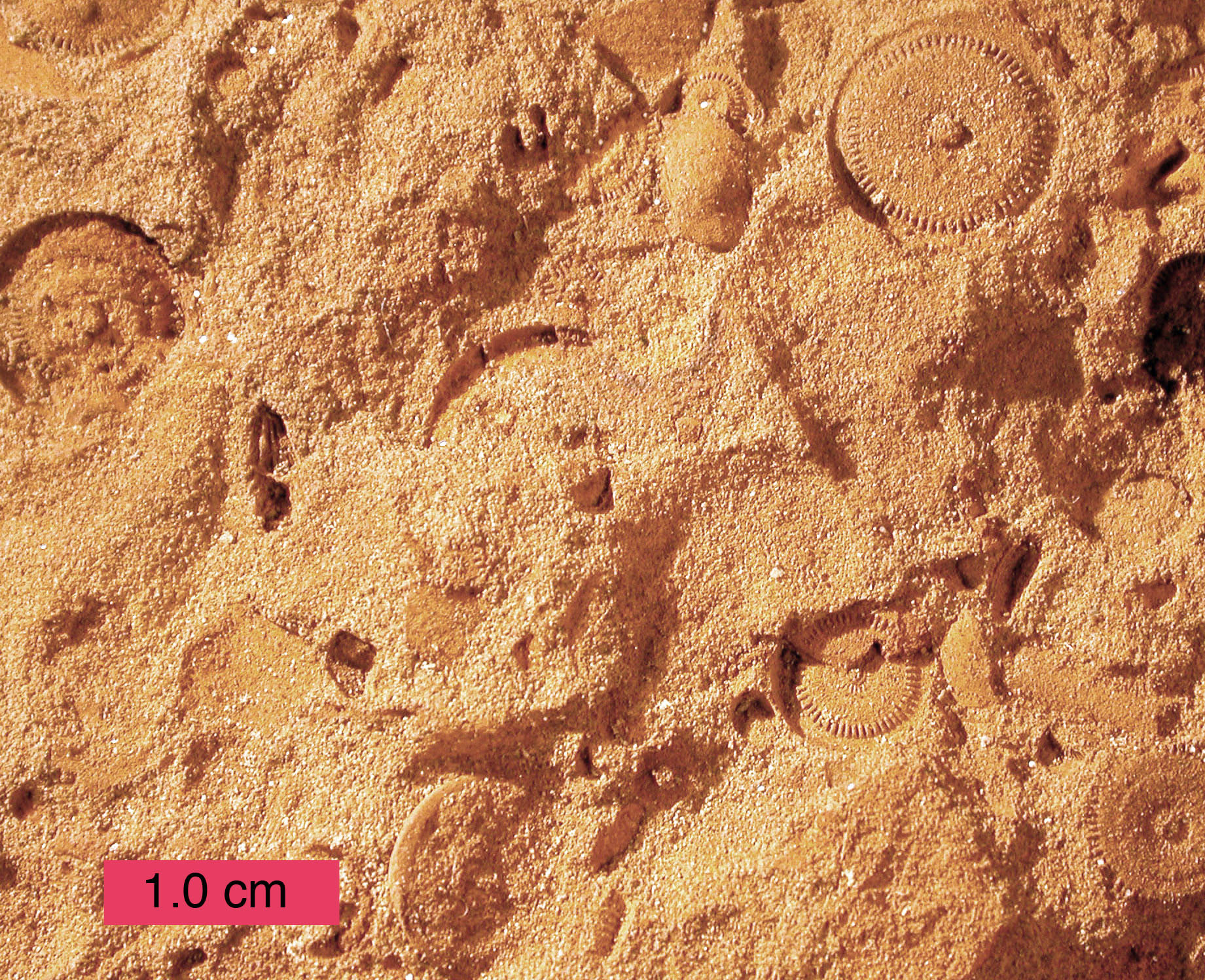
Crinoideo
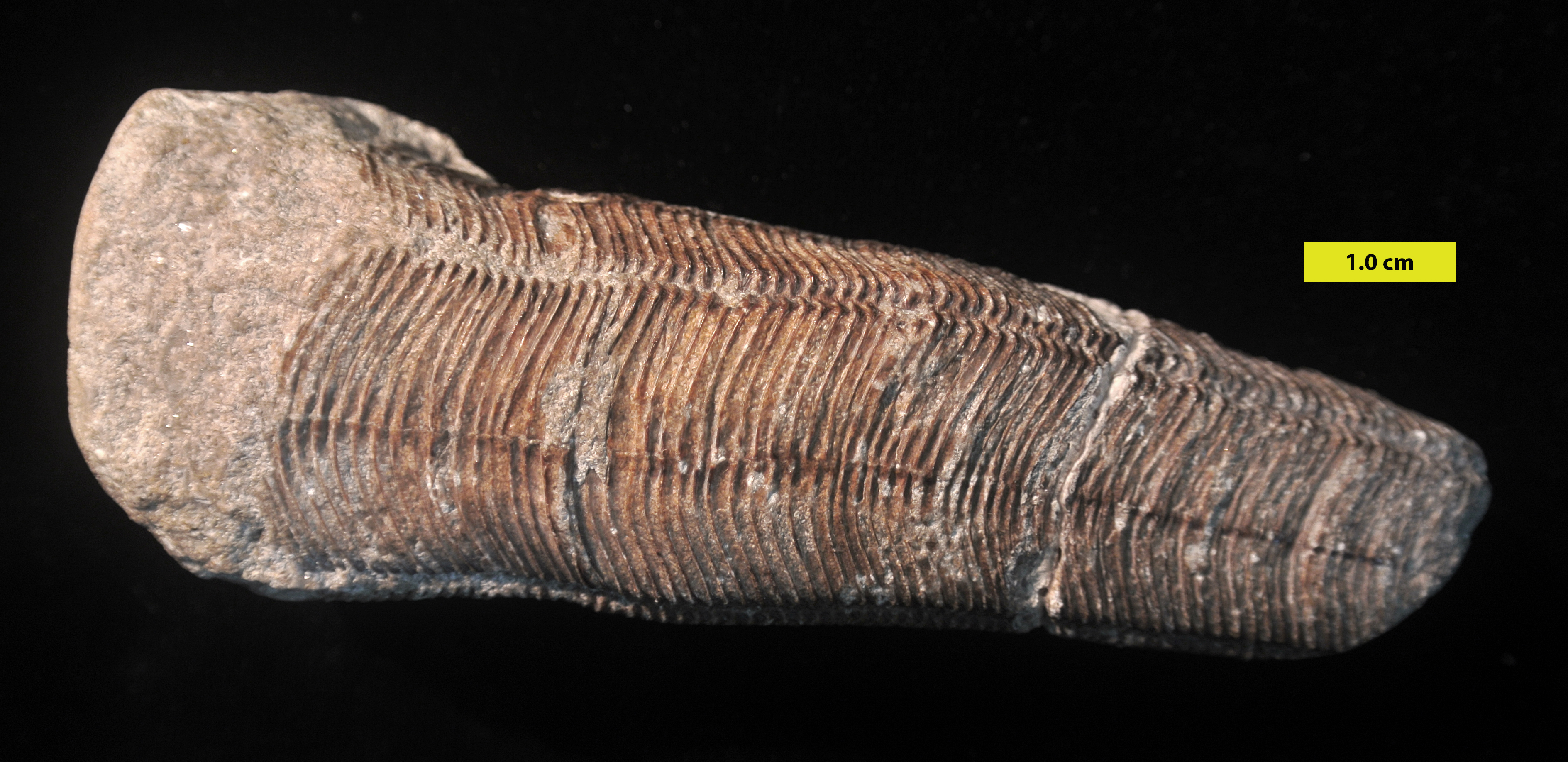
Conulariida

### Paleozoología terrestre

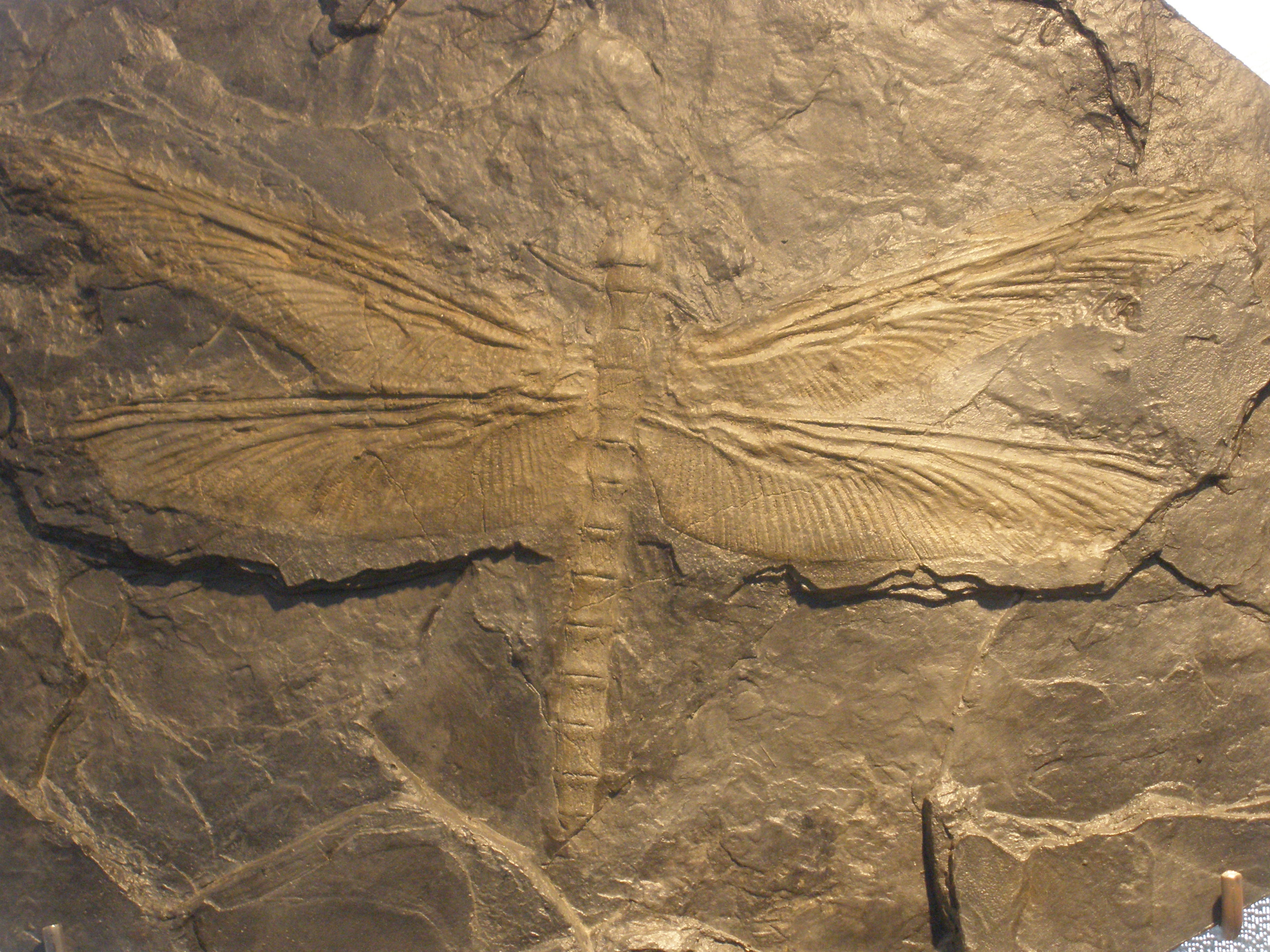
Meganeura (libélula).

Los restos fósiles de insectos terrestres, arácnidos y miriápodos que hasta ahora se conocen son de finales del Carbonífero, pero hasta ahora no del carbonífero temprano. Los primeros priapula verdaderos aparecieron durante este período. Su diversidad, al parecer, muestra que los artrópodos estaban bien desarrollados y ya eran numerosos. Su gran tamaño se puede atribuir a la humedad del medio ambiente (en su mayoría bosques de helechos pantanosos) y a la concentración de oxígeno, que en la atmósfera de la Tierra durante el Carbonífero era mucho mayor que hoy en día. 
Esto requiere menos esfuerzo para la respiración de los artrópodos y pueden crecer mucho más hasta 2,6 metros de largo, como es caso del ciempiés Arthropleura, el invertebrado terrestre conocido más grande de todos los tiempos. Entre los grupos de insectos se encuentran grandes depredadores Protodonata (griffinflies) como la Meganeura, una libélula gigante con una envergadura de aproximadamente 75 cm (30 pulgadas) —el insecto volador más grande que ha existido sobre el planeta—. 
Otros grupos son los Syntonopterodea (parientes evolutivos de las efímeras de hoy en día), abundantes y chupadores de savia palaeodictyopteroidea, diversos herbívoros protorthoptera, y numerosos basal Dictyoptera (ancestros de las cucarachas). Muchos fósiles de insectos han sido obtenidos a partir de los yacimientos de carbón de Saarbrücken y Commentry, y de los troncos huecos de árboles fosilizados en Nueva Escocia. Algunos yacimientos de carbón británicos han dado buenas muestras de especímenes: El Archaeoptitus, de la cuenca carbonífera de Derbyshire, tenía una extensión de ala que se extiende a más de 35 cm; algunos especímenes (Brodia) todavía exhiben rastros de colores brillantes en las alas. En los troncos de los árboles de Nueva Escocia, caracoles terrestres (Archaeozonites, Dendropupa) han sido encontrados.

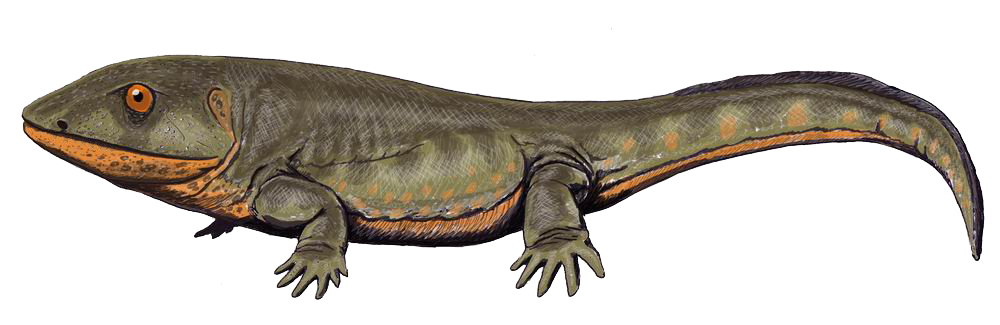
Pederpes (un tetrápodo basal)
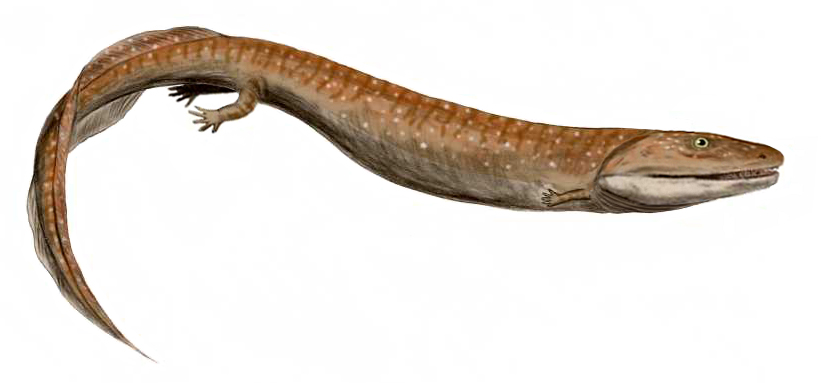
Crassigyrinus (Tetrápodo)
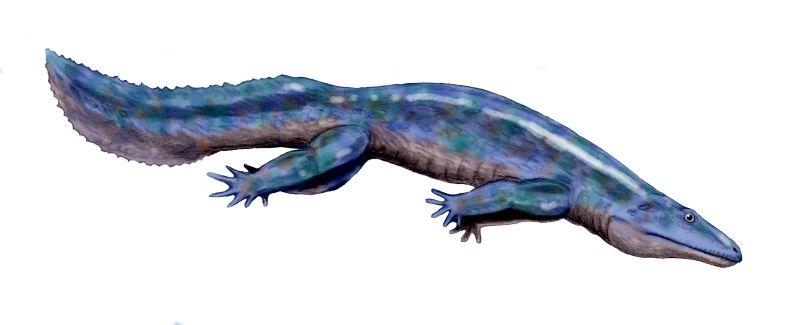
Diplovertebron (Tetrápodo)
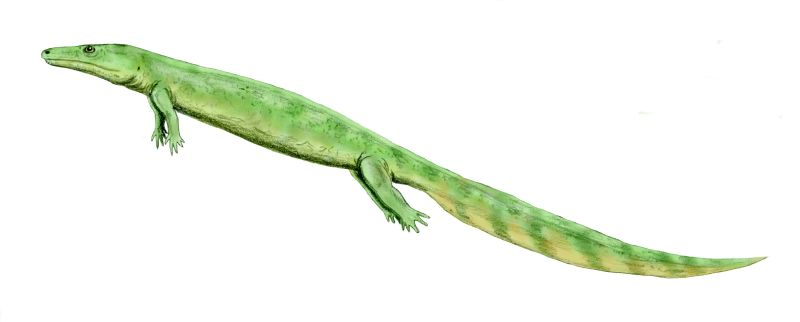
Greererpeton (Tetrápodo)
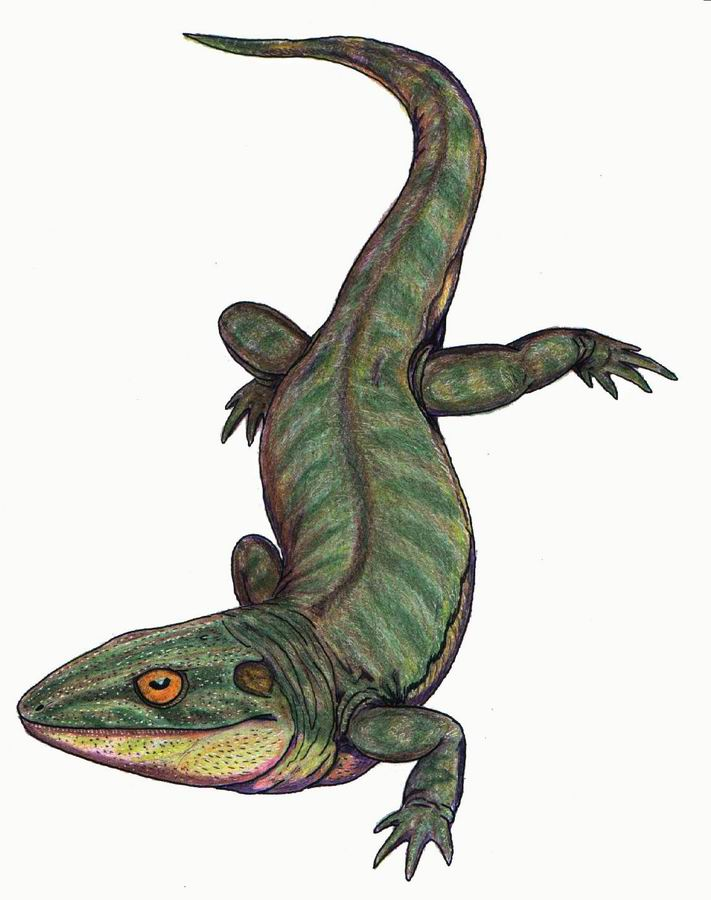
Dendrerpeton (Temnospóndilo)
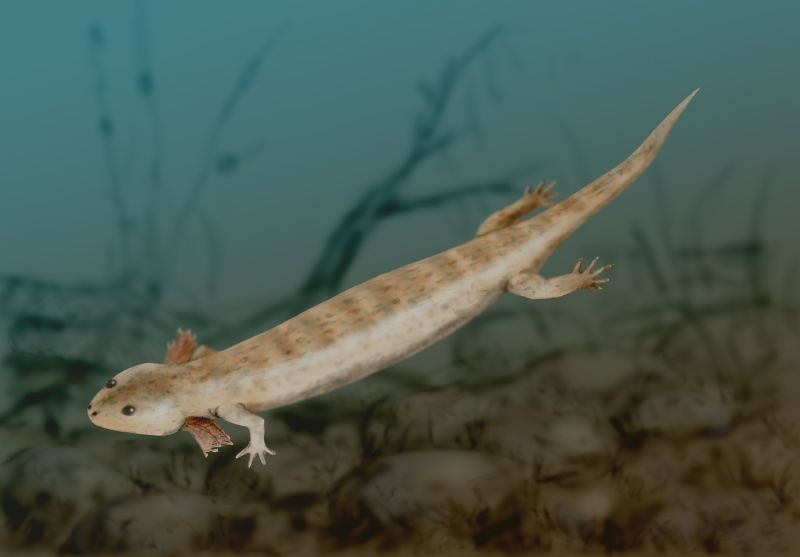
Microbrachis (Lepospóndilo)
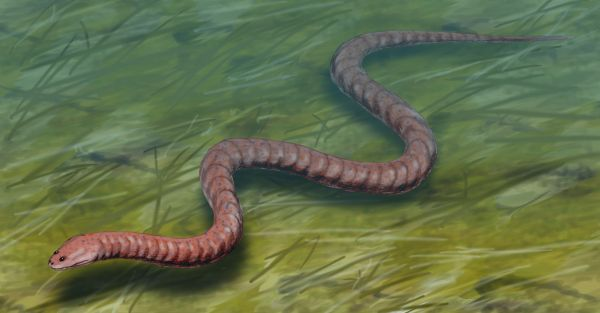
Ophiderpeton (Lepospóndilo)

Hasta hace poco, los reptiles más antiguos conocidos databan del Carbonífero superior. En 1991 se describe en el Carbonífero inferior de Escocia un posible reptil (Westlothiana lizziae), aunque no podemos decir qué anfibios fueron sus ancestros más cercanos, ni qué reptiles sus directos descendientes. Luego aparecen Hylonomus y Paleothyris, animales delgados (20 centímetros de longitud), y cabeza relativamente pequeña propia de los reptiles (aproximadamente una quinta parte de la longitud del tronco, en lugar de un tercio o un cuarto, como es habitual en los anfibios). El cráneo es alto (un rasgo heredado de los anfibios reptiliomorfos), y el complejo de huesos que los anfibios tienen en la parte posterior del cráneo está mucho más reducido. Los esqueletos son ligeros, y conservaban los miembros extendidos lateralmente y las pequeñas cinturas pectoral y pélvica de los anfibios. Sus manos y pies presentan dedos muy largos, como los de los lagartos modernos. Probablemente, aquellos primeros reptiles usaban sus afilados dientes para perforar la cutícula de los insectos, mientras que la mayor parte de los anfibios carecía de fuerza al morder, debido a su cráneo bajo y a la debilidad de sus mandíbulas. Estos dos reptiles primitivos se han encontrado en el interior de tocones de árboles fosilizados en Nueva Escocia (Canadá). Los desechos fecales indican una alimentación de insectos y caracoles.

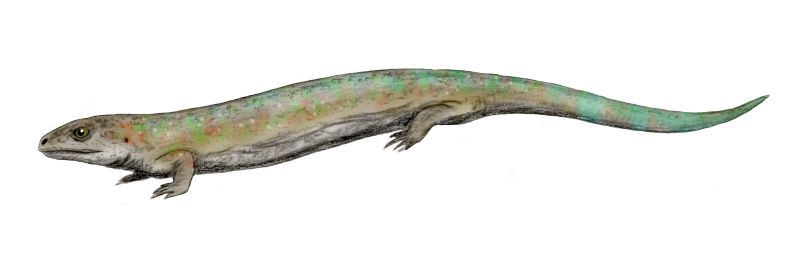
Westlothiana (Reptiliomorpha)
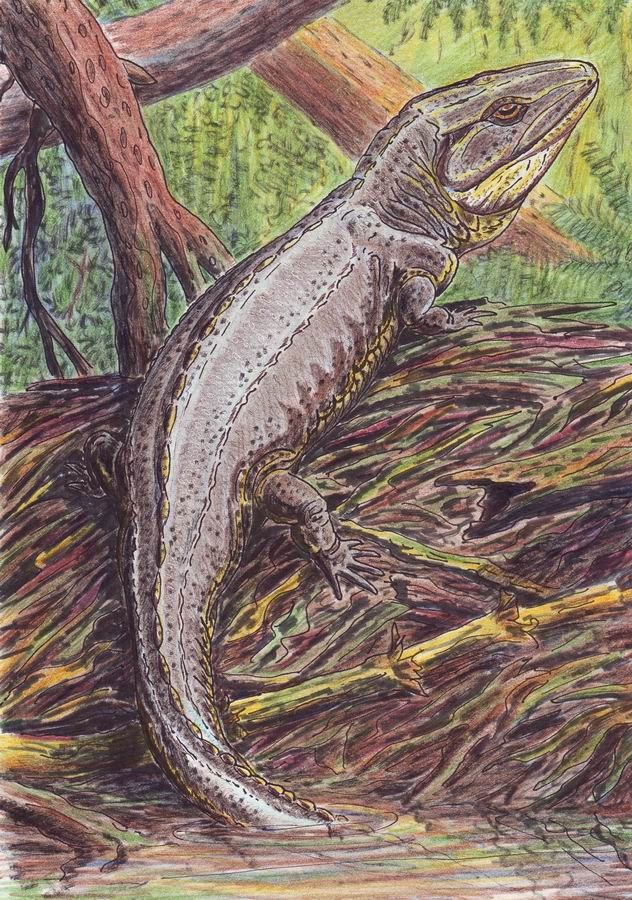
Proterogyrinus (Reptiliomorpha)
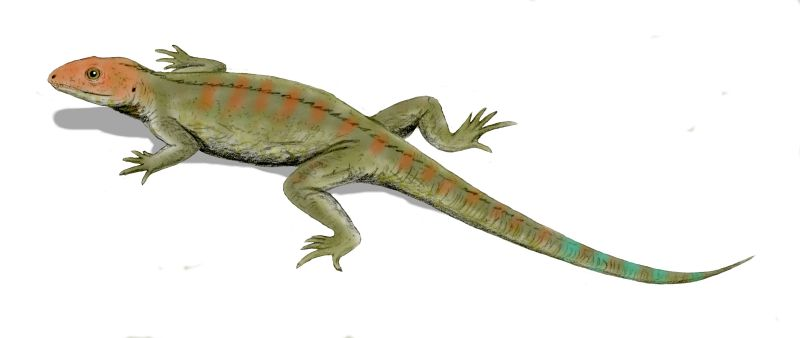
Hylonomus (Sauropsida)
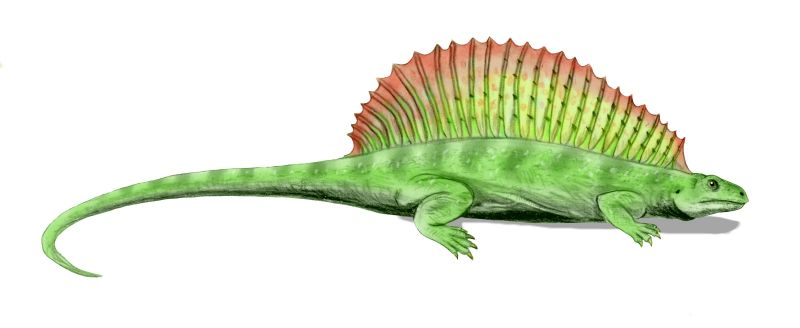
Ianthasaurus (Synapsida)

### Paleobotánica

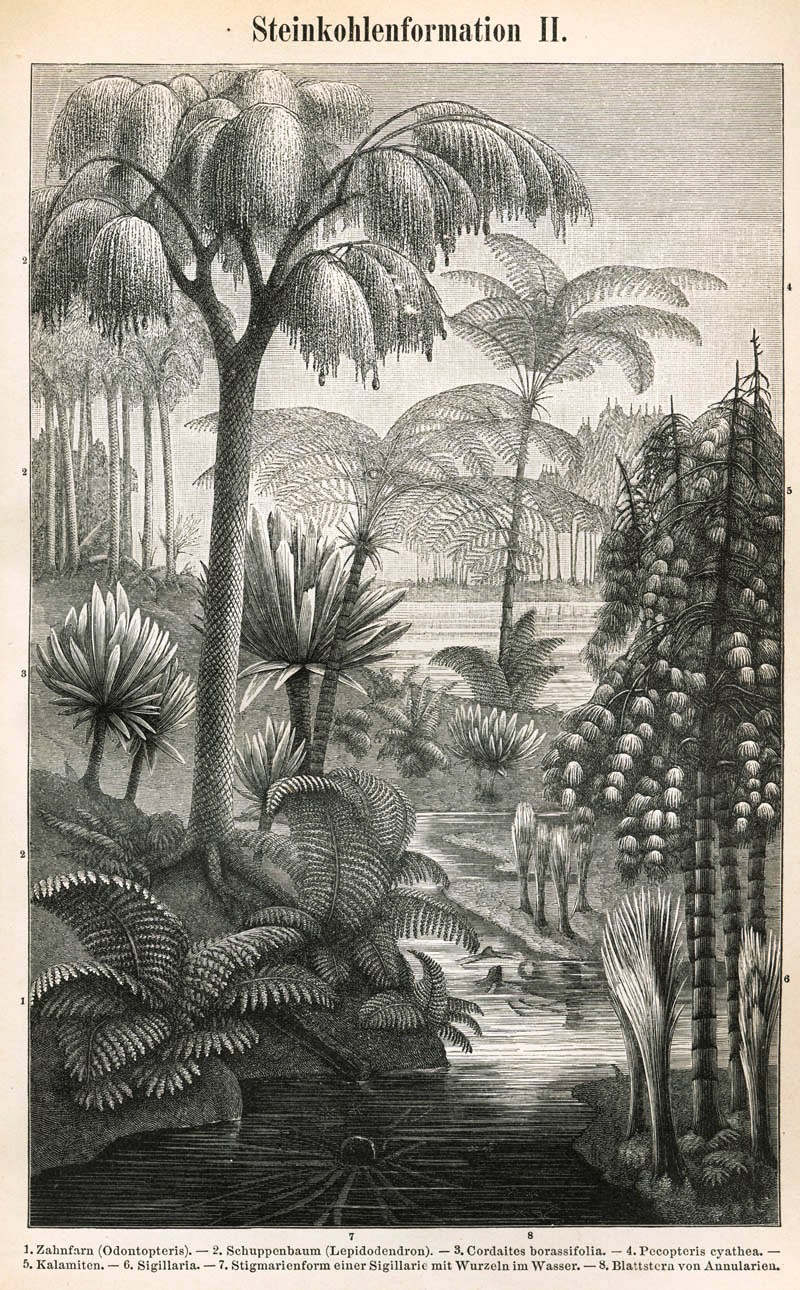
Bosque del Carbonífero.

Las plantas dieron al período Carbonífero su nombre; en ningún otro intervalo geológico hay tantos fósiles de plantas. Aquí se formaron los bosques de carbón (pantanos de tierras bajas, con gran acumulación de troncos de árboles). Los inmensos estratos de carbón representan una biomasa enorme de plantas enterradas. Una explicación a esta gran concentración es que los especialistas en su descomposición (bacterias, hongos e invertebrados vegetarianos) no estaban aún equipados para enfrentarse a la química de la celulosa y la lignina. En el Carbonífero inferior hay poco carbón y floras parecidas a las del Devónico superior, aunque surgen nuevos grupos. 
En el Carbonífero superior, alcanzan un gran éxito evolutivo aunque constituidos por un pequeño número de géneros, representados por una gran diversidad de especies:
- Lycophyta: Los géneros más importantes fueron Lepidodendron y Sigillaria, incluían formas arborescentes, restringidas a áreas pantanosas. Lepidodendron fue el género con más éxito y algunas de sus especies alcanzaron más de 30 metros.
- Equisetopsida: Similares a la actual cola de caballo (equisetos), estaban representados por el género Calamites, del que algunas especies alcanzaron varios metros de altura.
- Helechos con semilla (Pteridospermatophyta): Los niveles inferiores eran una maleza constituida principalmente por una amplia variedad de helechos y helechos con semilla aunque algunos también eran grandes y arborescentes. Glossopteris, que vivía en tierras más altas, fue muy abundante en Gondwana. Sus fósiles son más comunes en sedimentos fluviales.
- Cordaitales: Es un grupo de árboles altos, de 30 metros. Están relacionados con los gimnospermas que vivían en tierras altas y probablemente formaron grandes bosques parecidos a los modernos.

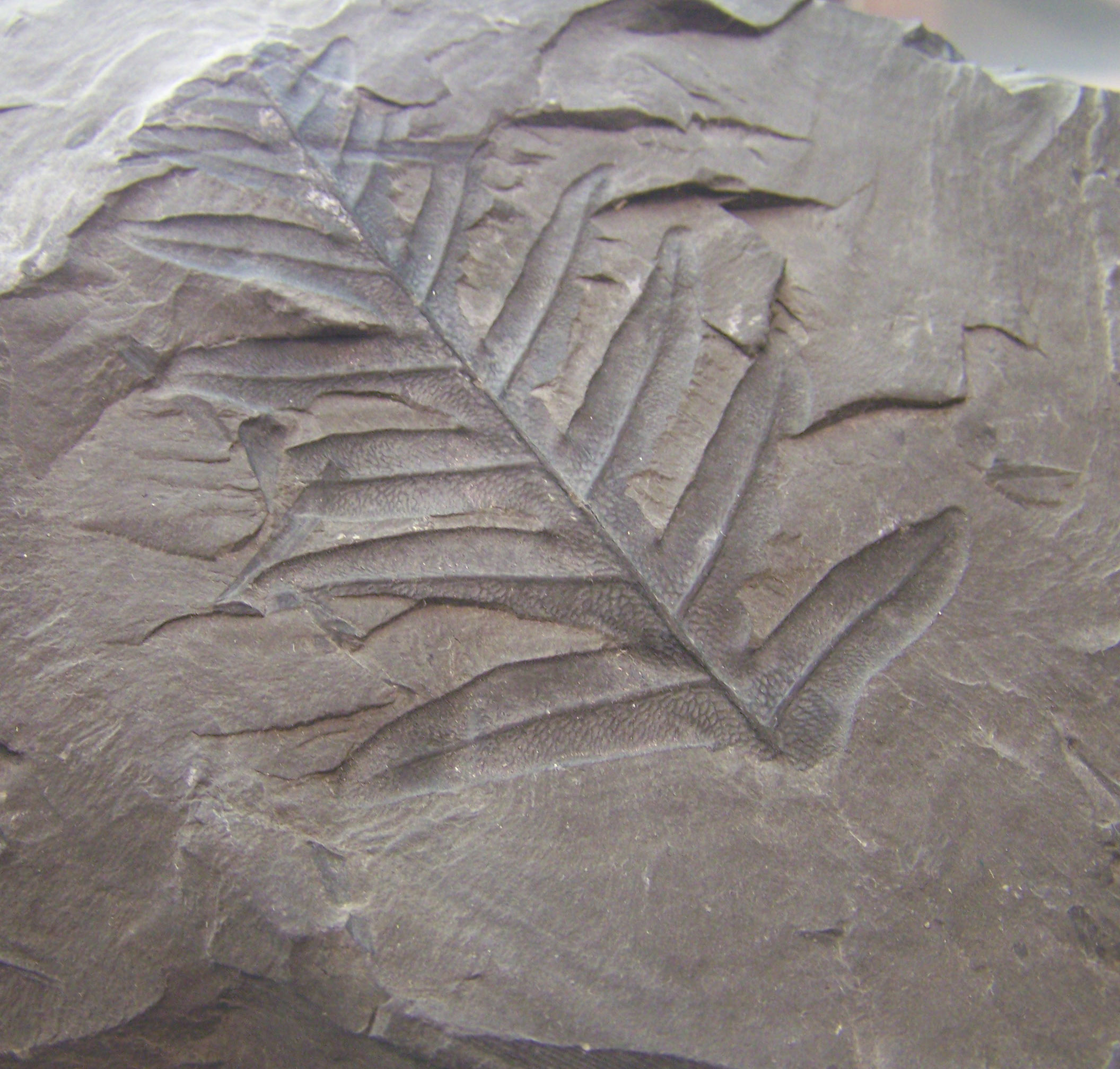
Lonchopteris rugosa (probablemente Pteridospermatophyta)
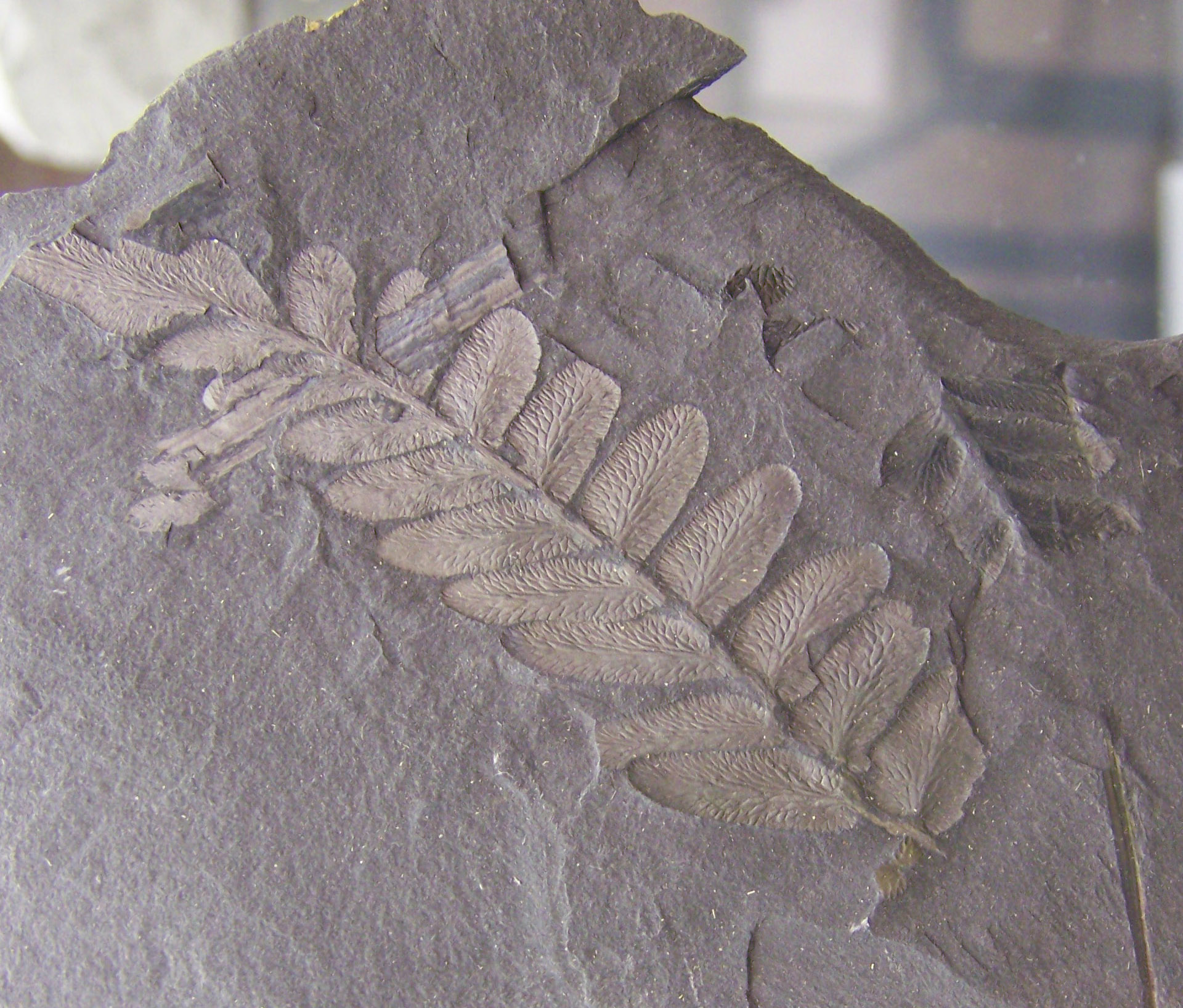
Reticulopteris muensteri (probablemente Pteridospermatophyta)
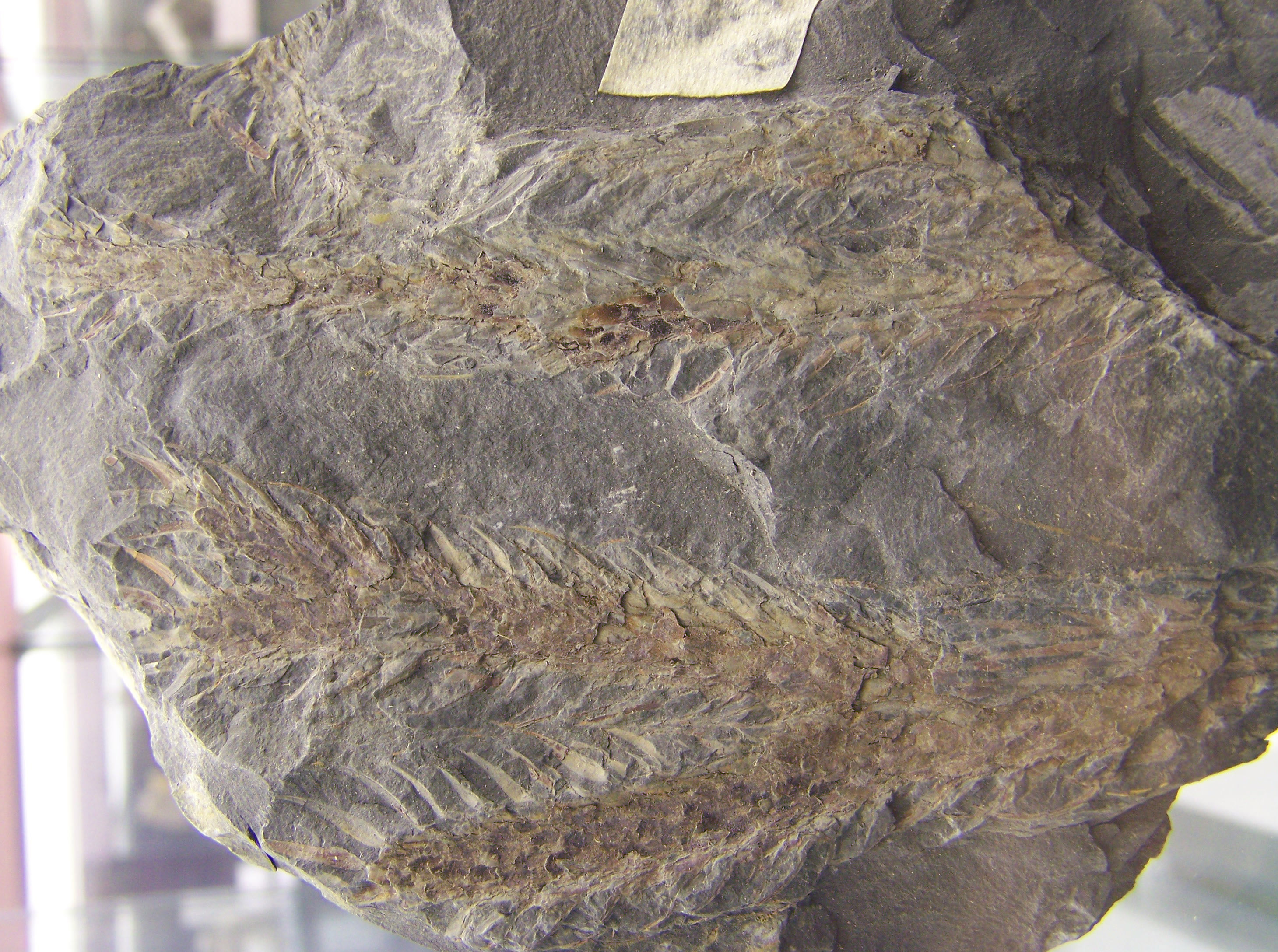
Lepidodendron lycopodioides (Lycophyta)
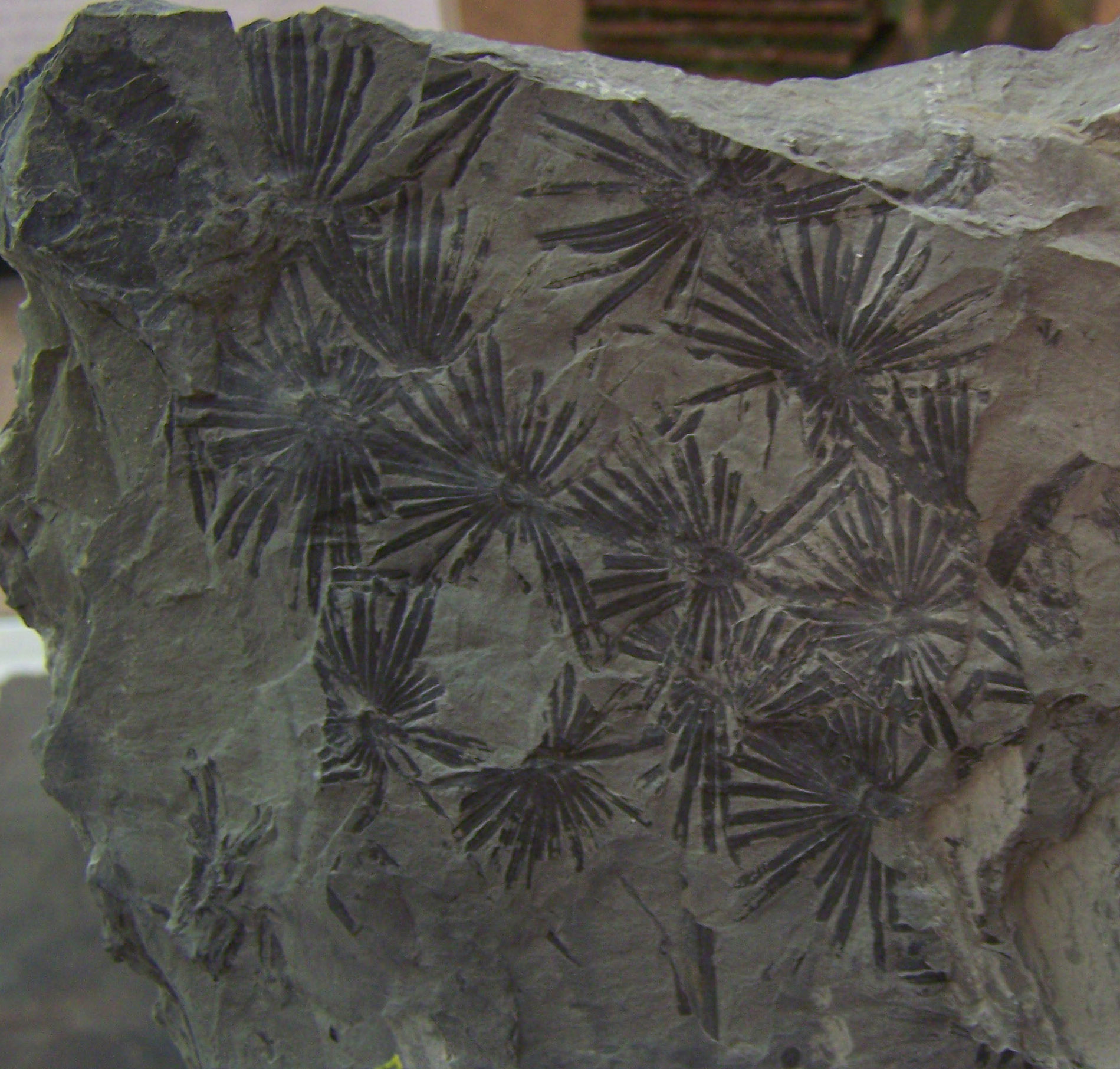
Annularia stellata (Equisetopsida)

Las floras típicas del Carbonífero continuaron su dominio hasta el Pérmico inferior para declinar posteriormente. Debido a que las plantas y los animales estaban creciendo en tamaño y abundancia en esta época, los hongos terrestres se diversificaron aún más.

## Depósitos de carbón

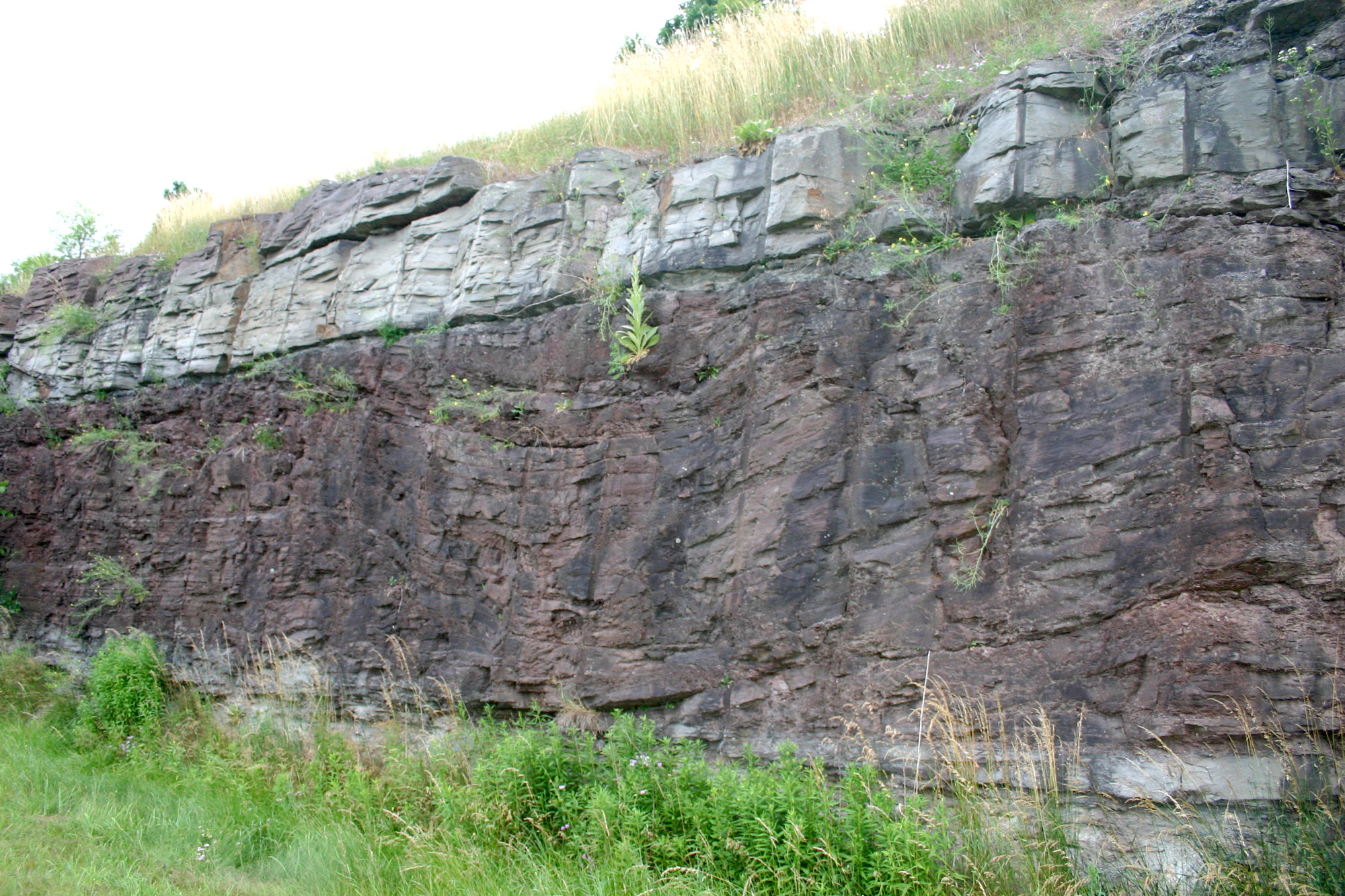
Estratos del Carbonífero en Pensilvania.

Las rocas del Carbonífero en Europa y este de Norteamérica en gran medida consisten de una secuencia repetida de piedra caliza, arenisca, pizarra y depósitos de carbón, conocidos como "ciclotemas" en los EE. UU. y "medidas de carbón" en Gran Bretaña. En Norteamérica, el Carbonífero Inferior consiste en gran medida de piedra caliza marina, lo que justifica la división del Carbonífero en los dos períodos que se utilizan allí, Pensilvánico y Misisípico. Los yacimientos de carbón del Carbonífero fueron la principal fuente de energía durante la Revolución Industrial y todavía siguen siendo de gran importancia económica.
Los grandes depósitos de carbón del Carbonífero deben su existencia a dos factores. El primero de ellos es el tipo de corteza de los árboles de este período (y en particular, a la evolución de la corteza de fibra de lignina). El segundo factor es el bajo nivel del mar que se produjo durante el Carbonífero, en comparación con el Devónico. Esto permitió la formación de extensas tierras bajas de pantanos y bosques en Norteamérica y Europa. Se hipotetiza que durante este período no habían evolucionado todavía los animales y bacterias capaces de digerir la nueva lignina.

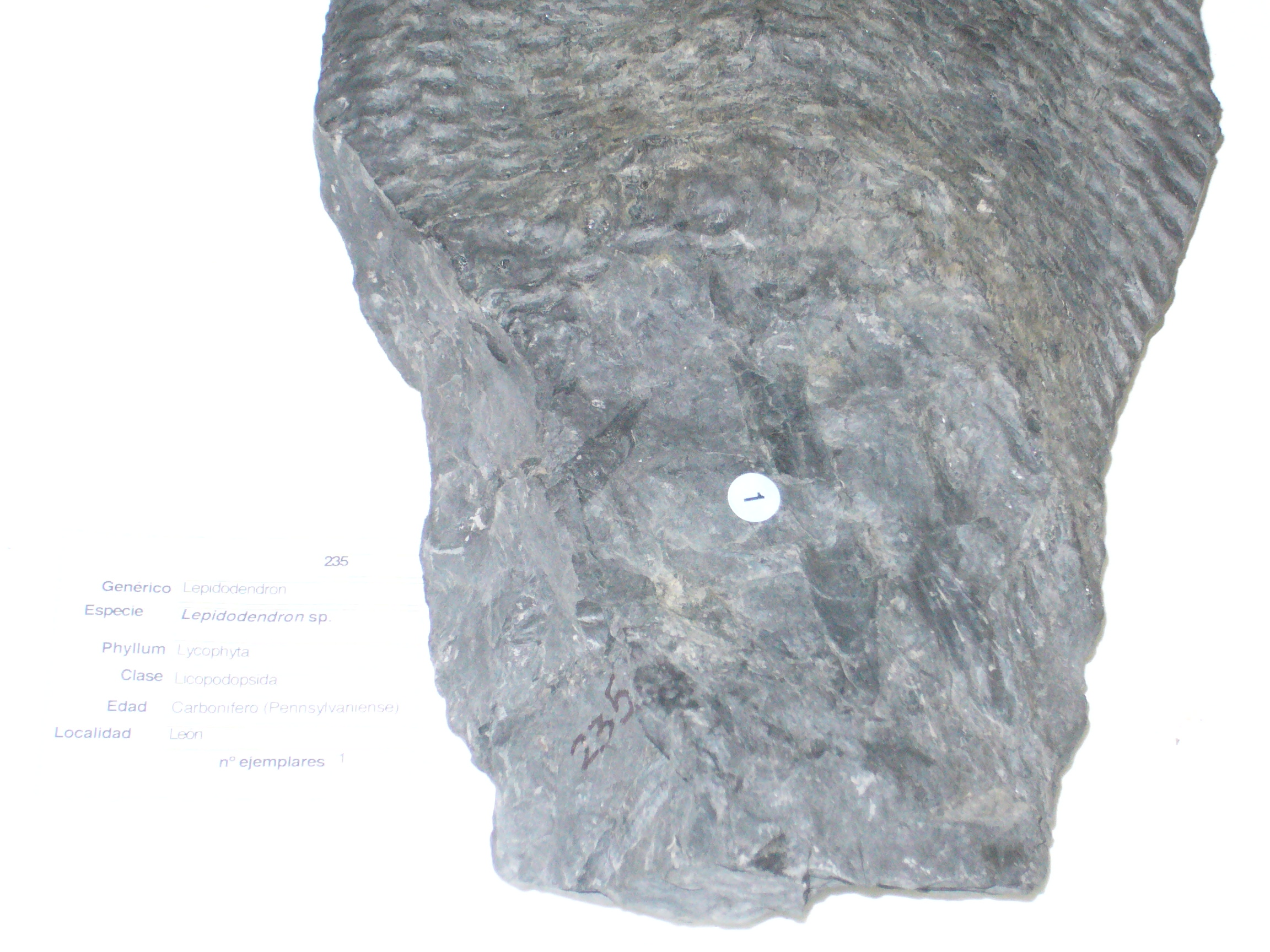
Lepidodendron sp. fósil en un laboratorio de prácticas de la Facultad de Ciencias de la Universidad de La Coruña.

Estas primeras plantas hacía un uso extensivo de la lignina. Tenían una relación de corteza a madera de 8 a 1, e incluso tan alto como 20 a 1. Esto contrasta con los valores modernos de menos de 1 a 4. Esta corteza, que debió haber sido utilizada como soporte, además de como la protección, probablemente tenía de un 38 % a un 58 % de lignina. La lignina es insoluble, demasiado grande para pasar a través de las paredes celulares, demasiado heterogénea para enzimas específicas, y tóxica, por lo que pocos organismos además de los hongos basidiomicetos pueden degradarla. Tampoco puede ser oxidada en una atmósfera de menos del 5 % de oxígeno. Puede persistir en el suelo durante miles de años e inhibe la descomposición de otras sustancias. Probablemente la razón para estos altos porcentajes de lignina fue la protección de las plantas contra los insectos herbívoros, aunque no remotamente tan eficaz como los insectívoros modernos. En cualquier caso, se podrían haber formado fácilmente gruesos depósitos de carbón en suelos con buen drenaje, así como en los pantanos. 
El enterramiento extensivo del carbono producido biológicamente llevó a una acumulación del oxígeno excedente en la atmósfera. Se estima un contenido pico de oxígeno tan alto como 35 %, frente al 21 % actual. Este nivel de oxígeno, probablemente, aumentó la actividad de los incendios forestales, así como resultó en el gigantismo de insectos y anfibios, criaturas cuyo tamaño se ve limitado por su sistema respiratorio, que tiene una capacidad limitada para la difusión de oxígeno.

## Extinciones
En el Carbonífero medio, ocurrió un suceso de extinción de los animales existentes que probablemente fue debido al cambio climático, el colapso de la selva tropical del Carbonífero, que alteró los vastos bosques de carbón que cubrían la región ecuatorial de Euroamérica. Este evento puede haber fragmentado los bosques en refugios aislados o 'islas' ecológicas, lo que a su vez fomentó el enanismo y, poco después, la extinción de muchas especies de plantas y animales.